# Edward Kienholz

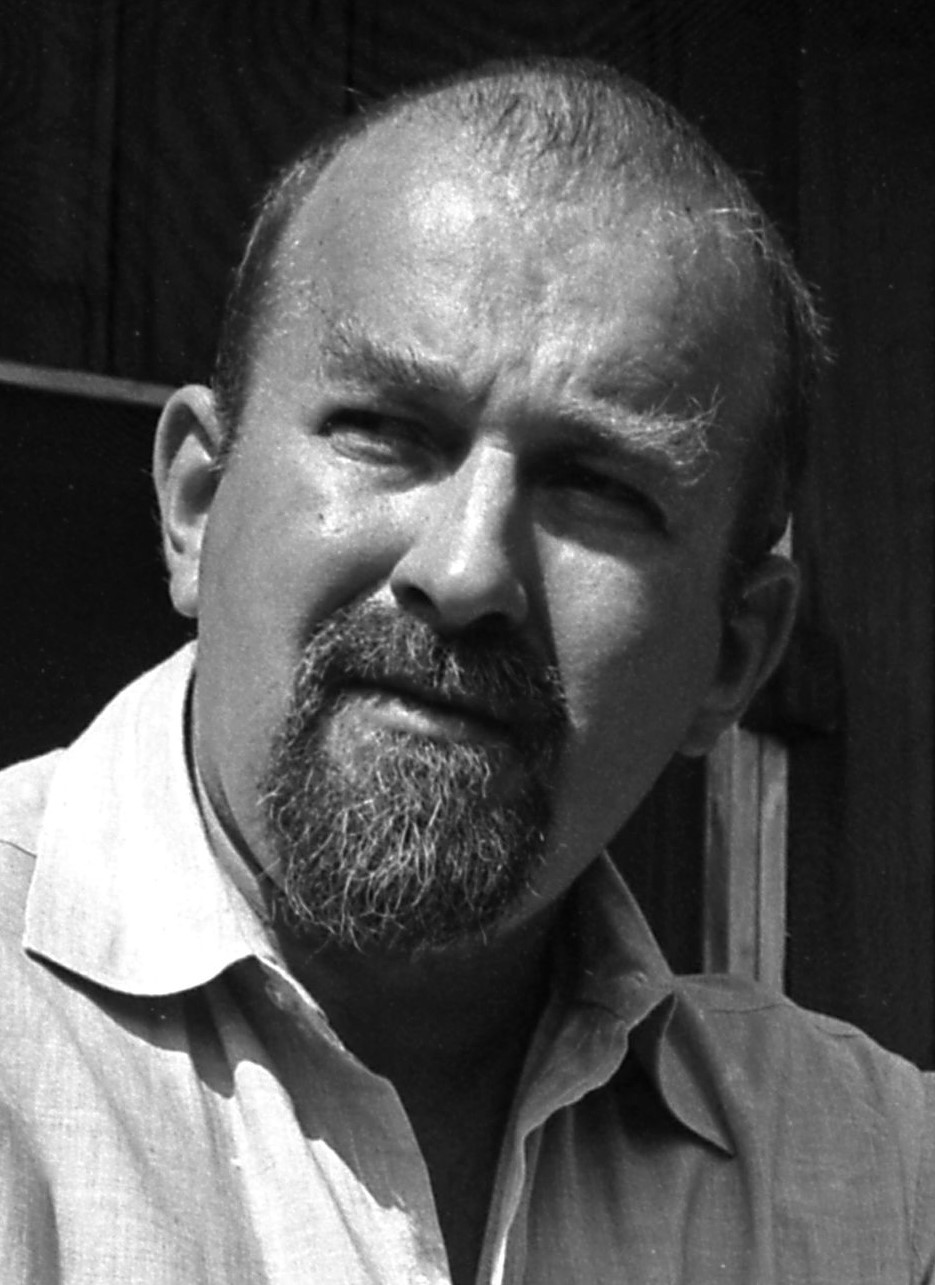
Ed Kienholz (1965)

Edward Kienholz (* 23. Oktober 1927 in Fairfield, Washington; † 10. Juni 1994 Hope, Idaho) war ein amerikanischer Objekt- und Konzeptkünstler. Er gilt als einer der führenden neodadaistischen Künstler, die den Schritt vom dadaistischen Environment zur Objektmontage vollzogen haben.

## Leben
In den 1950er Jahren begann Kienholz, der nie eine Kunstakademie besuchte und daher weitgehend Autodidakt war, sein künstlerisches Schaffen mit Holzreliefs, er ging nach und nach zur Dreidimensionalität über.
Seine Materialien sind objets trouvés, in seinem Fall kann man sie aber auch objets cherchés nennen, da er gezielt auf Trödelmärkten nach Gegenständen für seine Kunst suchte. Wichtig war für ihn, seine Environments mithilfe von Lack oder Farbe zu einer Einheit zu verbinden. Effekte wie zum Beispiel Licht oder Geräusche spielen ebenfalls eine große Rolle in seinen Kunstwerken. Im Unterschied zu anderen Künstlern der Pop Art griff Kienholz immer wieder gesellschaftskritische Themen wie Rassendiskriminierung, Gewalt, die Unterdrückung der Frau und den Vietnamkrieg in seinen Werken auf.

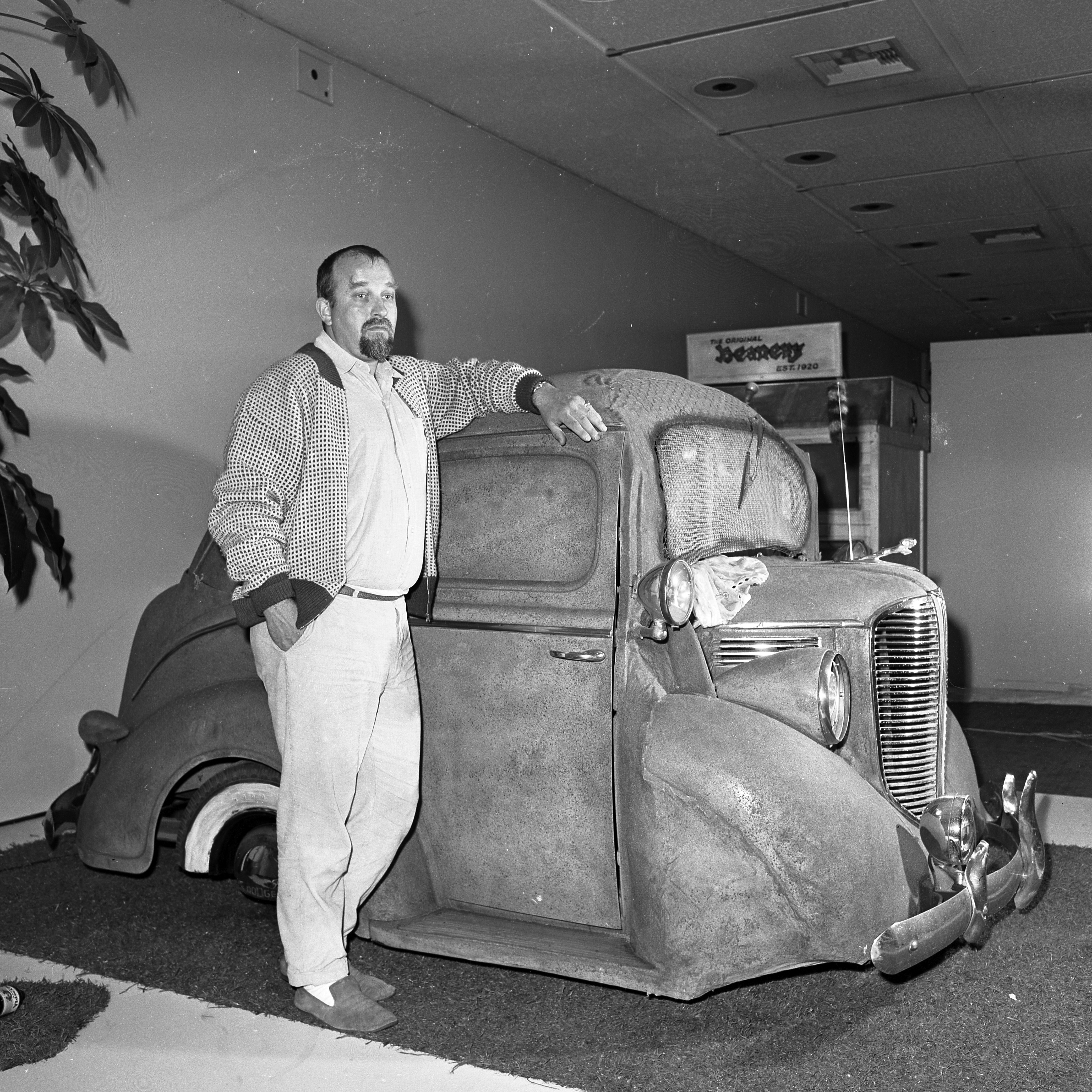
Kienholz mit einem seiner Werke (1966)

Er spielte in seinen Werken auf die Themen Geburtenregelung, Chancengleichheit und Diskriminierung, Oberflächlichkeit und Doppelmoral der Bürger, aber auch auf den verschwenderischen Leichtsinn in der amerikanischen Gesellschaft an und sprach Tabuthemen wie Vergewaltigung, Kriegsfolgen, ältere, kranke und behinderte Menschen, die von der Gesellschaft allein gelassen werden, an. Beispielhaft sei das große raumfüllende Tableau „Das tragbare Kriegerdenkmal“ (im Original: „Portable War Memorial“) von 1968 genannt. Hier setzte er die nationalen Ikonen Kate Smith, Uncle Sam und die Soldatengruppe des United States Marine Corps War Memorial in Arlington in einen Kontext von Propagandamaschinerie und Konsumgesellschaft. Festzuhalten ist hierbei, dass Kienholz mehr ein Moralist als ein Gesellschaftskritiker war.
Ed Kienholz war bereits viermal verheiratet, als er Nancy Reddin kennenlernte; mit ihr blieb er sein restliches Leben lang zusammen. Nancy wirkte auch an seiner Kunst mit. Seit ihrer Zusammenarbeit sind die Werke auch mit ihrem Namen als Edward & Nancy Kienholz signiert. Diese Gleichstellung mehrerer Künstler, die an einem gemeinsamen Werk gearbeitet hatten, war zur damaligen Zeit neu und revolutionär.

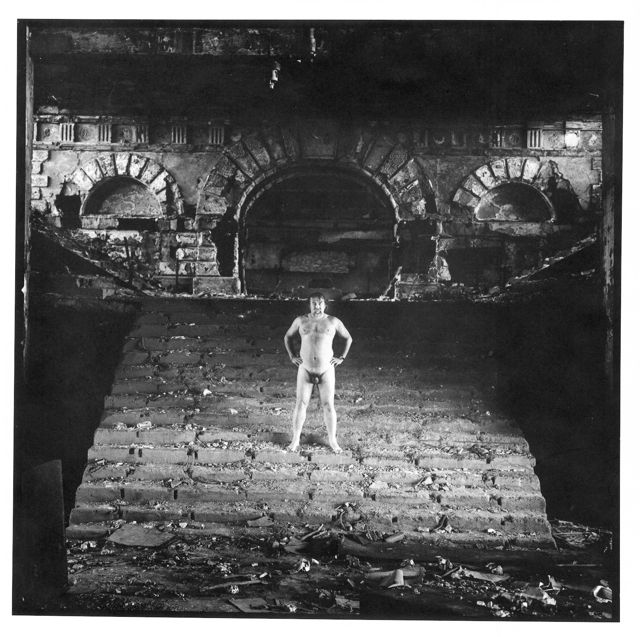
Edward Kienholz, fotografiert von Lothar Wolleh (1970)

1957 eröffnete er eine Gemäldegalerie in Los Angeles, die Ferus Gallery. Kienholz nahm 1968 und 1972 an der 4. documenta und der Documenta 5 in Kassel teil.
Ab 1973 verbrachten er, Nancy und ihre drei Kinder die Sommermonate in Hope, Idaho und die Wintermonate in Berlin, wo er 1973 Gast des Berliner Künstlerprogramms des DAAD war. 1974 nahm Edward Kienholz an ADA-Aktionen der Avantgarde in Berlin teil.
1977 eröffnete er die Faith and Charity in Hope Gallery. Ab den 1970er Jahren führte er seine concept tableaux-Werke nur noch nach Auftrag aus. In Düsseldorf präsentierten er und Nancy 1989 in der Städtischen Kunsthalle ihre Werke in der Ausstellung Kienholz 1980’s. 1996 und 1997 wurde sein Werk in einer Retrospektive in New York und Berlin gezeigt.
Kienholz wurde mit einem Dollar in der Tasche, einer Flasche Rotwein und einer Urne mit der Asche seiner Hündin in seinem Packard begraben.

## Auszeichnungen
- 1988: Verleihung des Arnold-Bode-Preises der documenta – Stadt Kassel

## Werke (Auswahl)
- John Doe, 1959
- Jane Doe, 1960
- Boy, Son of John Doe, 1961
- It Takes Two To Integrate, Cha Cha Cha, 1961
- Roxys, 1961–62, Environment Neues Museum Weserburg Bremen
- The Illegal Operation, 1962
- Bunny, Bunny, You’re So Funny, 1962
- Back Seat Dodge’38, 1964
- The Birthday, 1964
- The Beanery, 1965
- The Volksempfängers, Serie
- The State Hospital, 1966
- The Portable War Memorial, 1968. Environment 285 × 240 × 950 cm. Köln, Museum Ludwig
- Five Car Stud, 1972
- Still Live, 1974
- The Art Show, 1972–77, Berlinische Galerie
- Sollie 17, 1979–80
- The Ozymandias Parade, 1985
- The Merry-Go-World Or Begat By Chance And The Wonder Horse Trigger, 1988–1992
- All Have Sinned In Room 323, 1992
- Jody Jody Jody, 1994 (letztes vollendetes Werk)

## Ausstellungen (Auswahl)
- 2011: Die Zeichen der Zeit, Schirn Kunsthalle Frankfurt[2]
- 2009: National Gallery (London)
- 2009: El Sourdog Hex, Berlin
- 2008: Galerie Lelong, Paris
- 2007: Haunch of Venison, Zürich
- 2005: Museum of Contemporary Art Sydney
- 2005: BALTIC Centre for Contemporary Art, Gateshead
- 2004: Braunstein/Quay Gallery, San Francisco
- 2003: Boise Art Museum, Boise
- 2002: The Pace Gallery, New York
- 2001: Tacoma Art Museum, Tacoma, WA
- 1997: Berlinische Galerie, Berlin
- 1996: Kunsthalle Düsseldorf, Düsseldorf
- 1996: Whitney Museum of American Art, New York
- 1989: Kunsthalle Düsseldorf
- 1986: Berlinische Galerie, Berlin
- 1984: Contemporary Arts Museum Houston, Houston, Texas
- 1982: The Art Museum of South Texas, Corpus Christi, Texas
- 1982: Orange County Museum of Art, Newport Beach
- 1982: GAK – Gesellschaft für Aktuelle Kunst e. V. Bremen, Bremen
- 1979: Henry Art Gallery der University of Washington, Seattle, WA
- 1979: Berkeley Art Museum and Pacific Film Archive BAM/PFA, Berkeley
- 1979: Westfälischer Kunstverein, Münster
- 1977: Kunsthalle Düsseldorf
- 1977: Centre Pompidou – Musée National d’Art Moderne, Paris
- 1971: Kunsthaus Zürich, Zürich
- 1970: Kunsthalle Düsseldorf, Düsseldorf
- 1970: Moderna Museet, Stockholm